# Kanon und Gigue in D-Dur (Pachelbel)

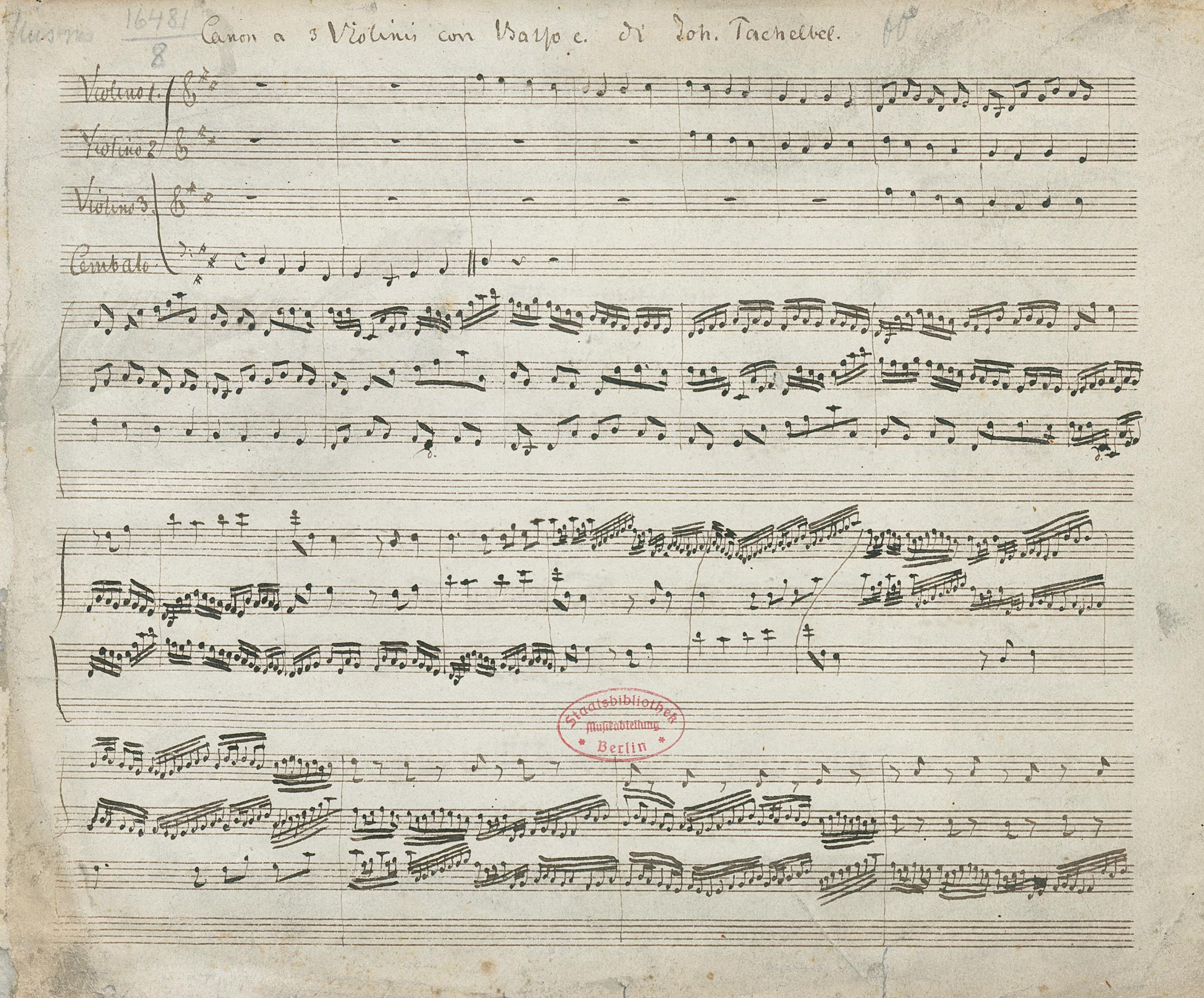
Canon a 3 Violini con Basso c.

Kanon und Gigue in D-Dur, Originaltitel Canon per 3 Violini con Basso continuo, ist ein Werk des Nürnberger Barock-Komponisten Johann Pachelbel (1653–1706). Es ist seine mit Abstand populärste Komposition, durch die sein Name bis in den Bereich des Crossover und der Popmusik präsent ist.
Es handelt sich um den einzigen von Pachelbel überlieferten Kanon. Er schrieb das Werk vermutlich für die Hochzeit von Johann Christoph Bach, dem älteren Bruder von Johann Sebastian Bach, die am 23. Oktober 1694 stattfand.

## Besetzung und Harmonien
Die Besetzung des dreistimmigen Kanons wird in den Urtextausgaben mit 3 Violinen und basso continuo angegeben. Das Musikstück basiert auf einer permanent wiederholten Bassfigur (Ostinato). Die auch als Pachelbel-Schema bezeichnete zweitaktige Akkordfolge D – A – h – fis – G – D – G – A des Kanons verwendet eine Sequenz, nämlich den Parallelismus, und wird insgesamt 28 Mal wiederholt – somit ergeben sich zusammen mit dem Schlusstakt insgesamt 57 Takte, über die diese Akkordfolge streng eingehalten wird.
Dem Kanon schließt sich eine Gigue an. Diese steht im 12/8-Takt und ist 40 Takte lang.

## Adaptionen
- Mozart verwendete eine Adaption der Tonfolge für eine markante Passage in Die Zauberflöte in dem Moment, in dem die drei Jünglinge zum ersten Mal auftreten – mit Abweichungen in den letzten zwei Takten:

„Drei Knäbchen, jung, schön, hold und weise umschweben euch auf eurer Reise.“

- Es gibt Vermutungen, dass Pachelbels Kanon Vorbild für die Melodie der Hymne der Sowjetunion war, deren von Alexander Wassiljewitsch Alexandrow geschriebene Musik auch in der Hymne der Russischen Föderation verwendet wird.[1]
- Der von den Bee Gees 1966 veröffentlichte Song Spicks and Specks nimmt Basslinien von Pachelbels Kanon auf, wobei dort jeder Basston viermal gespielt wird.
- Das 1973 veröffentlichte Lied Wenn ein Mensch lebt von den Puhdys beginnt mit einfachen Basslinien des Klaviers, die den Basslinien des Kanons entsprechen, wobei dort jeder Basston doppelt gespielt wird.
- Die Village People verwendeten die Melodie für ihren 1979 veröffentlichten Song Go West, der ursprünglich nur mäßig erfolgreich war, in einer 1993 veröffentlichten Coverversion von den Pet Shop Boys jedoch zu einem internationalen Hit wurde.[2]
- Der US-amerikanische Rapper Coolio verwendete die Melodie in seinem Song C U When U Get There.[3]
- Die deutschsprachige Hip-Hop-Gruppe Die Firma verwendete in ihrem Song Die Eine 2005 die Harmoniefolge von Pachelbel.[4]